# Saison 2 de Shadowhunters
Chronologie
Saison 1 Saison 3
Cet article présente le guide des épisodes de la deuxième saison de la série télévisée américaine Shadowhunters.

## Synopsis
Cette saison l'Institut est en état d'alerte, Valentin est en possession de la coupe et Jace l'a rejoint pour protéger ses amis. Clary, Isabelle et Alec vont devoir vite passer à l'action s'ils veulent sauver Jace ainsi que la ville. Mais l'arrivée de nouveaux représentants de l'Enclave va vite ralentir leurs plans.
Après avoir attrapé Valentin et l'avoir emprisonné, le Monde Obscurs tente de se remettre de cette terrible épreuve après avoir connu d'innombrables pertes. Alors que Jace et Clary tentent de faire parler Valentin en le torturant, une alliance est créée pour tenter de reconstruire les relations avec les différentes créatures du Monde Obscurs, alors que pendant ce temps-là, un mystérieux shadowhunter du nom du Sebastian Verlac les rejoint dans la bataille et que la reine des fées s'intéresse fortement à Simon Lewis devenu un vampire diurne.
Ce Sebastien Verlac est en réalité Jonathan, un moitié néphilme, moitié démoniaque et fils de Valentin et Lilith d'où le vrai a été kidnappé par ce dernier pour ainsi prendre son apparence et infiltré l'institut.

## Généralités
- Aux États-Unis, la saison est diffusée sur Freeform en deux parties de dix épisodes. La première a été diffusée entre le 2 janvier 2017 et le 6 mars 2017[1] et la deuxième entre le 5 juin 2017[2] et le 14 août 2017.
- Dans tous les pays francophones, la série est diffusée sur Netflix. La première partie a été diffusée entre le 3 janvier 2017 et le 7 mars 2017 et la deuxième partie entre le 6 juin 2017 et le 15 août 2017.

## Distribution

### Acteurs principaux
- Katherine McNamara (VF : Leslie Lipkins) : Clarissa « Clary » Fray / Fairchild
- Dominic Sherwood (VF : Gauthier Battoue) : Jonathan Christopher "Jace" Wayland/ Morgenstern/ Lightwood/ Fray/ Fairchild/ Herondale
- Alberto Rosende (VF : Hugo Brunswick) : Simon Lewis
- Emeraude Toubia (VF : Zina Khakhoulia) : Isabelle « Izzy » Lightwood
- Matthew Daddario (VF : Clément Moreau) : Alexander « Alec » Lightwood
- Isaiah Mustafa (VF : Jérémie Covillault) : Lucian « Luke » Garroway / Graymark
- Harry Shum Jr (VF : Adrien Larmande) : Magnus Bane

### Acteurs récurrents
- Maxim Roy (VF : Pauline Brunel) : Jocelyn Fray / Fairchild
- Alan Van Sprang (VF : Tony Joudrier) : Valentin Morgenstern
- Kaitlyn Leeb (VF : Jessica Monceau) : Camille Belcourt
- Jade Hassouné (VF : Eilias Changuel) : Meliorn
- David Castro (en) (VF : Romain Altché) : Raphaël Santiago
- Stephanie Bennett (VF : Sandra Valentin) : Lydia Branwell
- Nicola Correia-Damude (VF : Sophie Riffont) : Maryse Lightwood
- Christina Cox (VF : Ivana Coppola) : Elaine Lewis
- Joel Labelle (VF : Thibaut Lacour) : Alaric
- Stephen R. Hart (en) (VF : Gilles Morvan) : Frère Jeremiah
- Raymond Ablack (VF : Gwendal Anglade) : Raj
- Vanessa Matsui (VF : Margot Faure) : Dorothea « Dot » Rollins
- Nick Sagar (VF : Franck Sportis) : Victor Aldertree
- Alisha Wainwright (VF : Marie Giraudon) : Maia Roberts
- Will Tudor (VF : François Santucci) : Sebastian Verlac / Jonathan Morgenstern
- Lola Flanery (VF : Fanny Bloc) : La Reine des fées

## Épisodes

### Épisode 1:Sang maléfique
- États-Unis : 2 janvier 2017 sur Freeform
- reste du  : 3 janvier 2017 sur Netflix

- Jessica Matten (VF : Elsa Davoine) : Maria
- Joanne Jansen : Gretel
- Rob Archer : le Damné

### Épisode 2:Une porte vers les ténèbres
- États-Unis : 9 janvier 2017 sur Freeform
- reste du  : 10 janvier 2017 sur Netflix

- Gabriel Darku : Jeremy Pontmercy
- Joanne Jansen : Gretel
- Nicolas Grimes : Mark
- Joel Gagne : l'adversaire de Mark
- Simon Northwood : David

### Épisode 3:Parabatai
- États-Unis : 16 janvier 2017 sur Freeform
- reste du  : 17 janvier 2017 sur Netflix

- États-Unis : 811 000 téléspectateurs[5]

- Leonidas Castrounis : Alec enfant
- Tomaso Sanelli : Jace enfant
- Alex Eling : Alec adolescent
- Dale Whibley : Jace adolescent
- Romy Weltman (VF : Elsa Davoine) : Isabelle adolescente
- Neven Pajkic (VF : Nicolas Justamon) : Taito
- Joanne Jansen : Gretel
- Jewelle Blackman : l'infirmière

### Épisode 4:Jour de colère
- États-Unis : 23 janvier 2017 sur Freeform
- reste du  : 24 janvier 2017 sur Netflix

- États-Unis : 641 000 téléspectateurs[6]

- Jon Cor (VF : Julien Allouf) : Hodge Starkweather
- Nicole Law : La jeune femme

### Épisode 5:Ombres et poussière
- États-Unis : 30 janvier 2017 sur Freeform
- reste du  : 31 janvier 2017 sur Netflix

- États-Unis : 581 000 téléspectateurs[7]

- Holly Deveaux : Rebecca Lewis
- Stephanie Belding : Dr Iris Rouse
- Jenny Raven (VF : Elsa Davoine) : Leigh
- Ariana Williams : Madzie

### Épisode 6:Les Sœurs de fer
- États-Unis : 6 février 2017 sur Freeform
- reste du  : 7 février 2017 sur Netflix

- États-Unis : 650 000 téléspectateurs[8]

- Lisa Berry : Sœur Cleophas
- Farah Merani : Sœur Magdalena
- Jane Johanson : Sœur Dolores
- Alyssa Capriotti : Lindsay
- Cyrus Aazam : le campeur
- Humberly González : la campeuse

### Épisode 7:Comment es-tu tombé?
- États-Unis : 13 février 2017 sur Freeform
- reste du  : 14 février 2017 sur Netflix

- États-Unis : 547 000 téléspectateurs[9]

- Lisa Berry : Sœur Cleophas
- Alec Stockwell : Ithuriel
- Alyssa Capriotti : Lindsay
- Michelle Argyris : Kaelie
- Luke Gallo : Rufus
- Erica Deutschman : Eloise

### Épisode 8:L'amour est un démon
- États-Unis : 20 février 2017 sur Freeform
- reste du  : 21 février 2017 sur Netflix

- États-Unis : 669 000 téléspectateurs[10]

- Stephanie Belding : Dr Iris Rouse
- Jack Fulton : Max Lightwood
- Erica Deutschman : Eloise
- Ariana Williams : Madzie

### Épisode 9:Liens de sang
- États-Unis : 27 février 2017 sur Freeform
- reste du  : 28 février 2017 sur Netflix

- États-Unis : 519 000 téléspectateurs[11]

- Ariana Williams : Madzie
- Lawrence Dickison : Le sans-abris

Le pacte de sang fait par Clary s'active : elle n'a que quelques heures pour retrouver Madzie, ou elle subira le sortilège de la Chair Brûlée, qui consumera progressivement son corps, jusqu'à ce qu'il la tue. Pendant que Clary part à la recherche de l'enfant avec Jace et Simon, un sommet se tient entre créatures obscures, réunissant Méliorn, Luke, Raphael et Magnus. Les fées et vampires sont pour la mort de Clary, les sorciers et loups veulent la garder en vie. Magnus apprend qu'Isabel et Raphael se fréquentent, car Meliorn reconnait le parfum d'Isabel sur les vêtements du vampire, le sorcier décide d'en faire part à Alec.

### Épisode 10:À la lumière de l'aube
- États-Unis : 6 mars 2017 sur Freeform
- reste du  : 7 mars 2017 sur Netflix

- États-Unis : 640 000 téléspectateurs[12]

- Ariana Williams : Madzie
- Neven Pajkic (VF : Nicolas Justamon) : Taito
- Xavier Schoppel : Fairgreen

Valentin réussit à pénétrer l'Institut, pour atteindre sa source d'énergie : l'éclair nécessaire pour activer l'Epée mortelle. Il lance un ultimatum à Clary : ou elle vient donner son sang angélique pour l'activer, ou Simon meurt, vidé. Magnus prend connaissance de la vision envoyée par l'ange : il y voit le frère de Clary, un Morgenstern (imageant Lucifer) détruisant l'épée en la touchant, mourant avec elle. Jace comprend alors qu'il devra se sacrifier pour détruire l'épée. Clary se rend donc à l'Enclave pour sauver Simon. Dans le bureau d'Aldertree, où se trouvent Valentin et Simon, elle donne son sang au vampire pour le sauver. Mais le charme se rompt : Jace avait pris l'apparence de Clary pour tromper Valentin, c'est lui qui a donné son sang à Simon. Il assomme Valentin et part chercher l'Epée avec Simon. Lorsqu'ils la trouvent, Jace saisit l'Epée : rien ne se produit. Valentin saisit alors l'Epée, qui est maintenant activée, sous les yeux de la vraie Clary et de beaucoup d'elfes, vampires, loups venus aider. Il tue dans un puissant rayonnement angélique tous les êtres obscurs de la pièce (y compris Alaric). Simon, qui avait bu le sang de Jace, s'étonne d'être en vie. Jace et Clary ne comprennent pas... Jace et Valentin s'affrontent dehors pour l'Epée, c'est alors que Jace apprend la vérité par Valentin, sous l'influence de l'Epée mortelle : il a lui aussi le sang de l'ange Ithuriel, comme Clary, il n'a non seulement pas de sang de démon, mais Clary n'est pas sa sœur non plus ! Jace assomme Valentin, projetant l'Epée au loin.
Pendant ce temps, Clary ramasse celle-ci, Ithuriel lui envoie alors l'image d'une rune. Elle la dessine sur l'Epée, la désactivant. L'Epée disparait, Valentin est capturé.
Le lendemain, Simon s'aperçoit qu'il ne craint plus la lumière du jour... Mais alors que Jace s'apprête à dire la vérité à Clary sur leurs liens, il surprend Clary et Simon s'embrassant, et renonce.
Alec et Magnus s'avouent enfin leur amour.

### Épisode 11:Mea maxima culpa
- États-Unis : 5 juin 2017 sur Freeform[2]
- reste du  : 6 juin 2017 sur Netflix

- États-Unis : 711 000 téléspectateurs[13]

- Mimi Kuzyk : L'inquisitrice Imogen Herondale
- Alexandra Ordolis : Ollie
- Brett Donahue : Azazël
- Noah Danby (en) : Russell
- Will Tudor (VF : François Santucci) : Sebastian Verlac / Jonathan Morgenstern

Clary et Simon profitent de la nouvelle condition du vampire, en plein jour. Jace quant à lui, refuse d'avouer à Clary qu'il n'est pas son frère, pour ne pas gâcher sa relation amoureuse. Pendant ce temps, l'Inquisitrice Herondale torture Valentin grâce à une rune, pour savoir où est la Coupe Mortelle, mais celui-ci ne cède pas, il parle même d'une 3ème relique, le Miroir mortel, que l'Inquisitrice considère comme une fable. Cette dernière réserve d'ailleurs son jugement, quant au comportement de Jace et Clary envers l'Enclave. Pendant ce temps, un Démon Supérieur sème la terreur dans la ville, cherchant la Coupe Mortelle. Isabel est en manque de venin. Elle tente d'en obtenir, mais Rafael refuse. Sur le chemin du retour elle tombe sur le Démon, et ne doit son salut qu'à Sébastian, un Shadowhunter aussi beau que mystérieux. Celui-ci la guérit de son addiction.Valentin force Jace à révéler la vérité à Clary, choquée par la nouvelle. Rafael apprend que Simon est un Daylighter, il essaie de savoir comment il a fait. Simon refuse de répondre. Magnus et les Shadowhunters décident d'invoquer le Démon Supérieur, pour trouver Isabel, qu'ils pensent avec lui. Le Démon leur dit qu'elle n'est pas avec lui, puis brise les protections de Magnus et lui jette un sort, furieux. Jace utilise une rune avec le simple pouvoir de sa volonté, ce qu'aucun Shadowhunter ne peut faire sans stèle. Plus tard, Isabel appelle son frère pour le rassurer et dire qu'elle rentre bientôt. 

### Épisode 12:Ceci n'est pas mon corps
- États-Unis : 12 juin 2017 sur Freeform
- reste du  : 13 juin 2017 sur Netflix

- Brett Donahue : Azazël
- Will Tudor : Sebastian Verlac / Jonathan Morgenstern

Le Démon Supérieur rencontre Magnus (dont le corps est toujours occupé par Valentin) pour lui demander où est la Coupe. Clary et Simon passent la nuit ensemble. Celle-ci décide de ne pas lui dire que Jace n'est pas son frère. Isabelle se réveille chez Sebastian, qui l'a hébergée et guérie. En remerciement, elle lui propose de l'accompagner à l'Institut. Sebastian accepte. Tout le monde est fasciné par le charme du Shadowhunter (en particulier Clary), sauf Alec qui trouve étonnant qu'il soit intervenu au moment opportun pour sauver Isabelle. Ils acceptent cependant de bénéficier de ses connaissances pointues sur les Démons Supérieurs. Alec décide de contacter Magnus pour avoir de l'aide, celui-ci refuse étrangement. Le faux Magnus essaie quant à lui d'apprendre à utiliser la magie pour créer un portail. Alec se rend alors chez Magnus, et tombe sur le Démon, qu'il vainc.
Isabelle et Simon passent du temps ensemble, rencontrant la sœur de Raphael. En prison, Valentin essaie de convaincre Alec qu'il est en réalité Magnus. Sebastian aide Clary à récupérer ses pleins pouvoirs, altérés par ses émotions. Raphael et les autres vampires tente d'attaquer Isabelle et Simon pour avoir approché sa sœur, mais en plein jour, il est impuissant. Alors que Raphael leur donnent l'ordre de repartir, les autres vampires ne lui obéissent plus et restent admiratif devant Simon, qui maintenant leur révèle qu'il est un Diurne, un vampire capable de marcher à la lumière du soleil ce dernier leur donne alors l'ordre de partir. Alec, qui accompagne l'Inquisitrice pour exécuter Valentin réalise que Valentin/Magnus disait la vérité. C'est alors que le faux Magnus révèle la vérité sur ce qu'est Jace, qu'il retient prisonnier : c'est le petit-fils de l'Inquisitrice, un Herondale. Les Shadowhunters arrivent à sauver Magnus, qui a récupéré son corps. 
Clary souhaite remercier Sebastian pour son aide précieuse, celui-ci, charmeur, lui propose un diner, mais gênée, elle refuse, avouant qu'elle a déjà un copain. 

### Épisode 13:Le sang de démon
- États-Unis : 19 juin 2017 sur Freeform
- reste du  : 20 juin 2017 sur Netflix

Des Shadowhunters sont assassinés, leurs runes arrachées de leur peau. 
Alec, Jace, Isabel, Simon et Clary enquêtent sur leur mort, en réalisant des expertises ADN et en obligeant les créatures à avoir un traçage GPS, ce qui ne se passe pas sans résistance. Si tout semble accuser les créatures du Monde Obscur, lorsque Clary se fait agresser à son tour et est sauvée in extremis, inconsciente, ils réalisent vite avec l'aide de Rafael qu'une seule personne est responsable, utilisant un mode opératoire que des Shadowhunters utilisaient autrefois pour affirmer leur domination sur le Monde Obscur. 
Simon est approché par des vampires qui souhaitent l'avoir pour leader, mais décline poliment. 
Jace est nommé à la tête de l'Institut. 
Quand Max, le petit frère d'Alec et Isabel, est à son tour capturé, sa soeur, alliée à Meliorn et Rafael, interviennent pour le sauver, tuant Keylie, la fée responsable de ces meurtres. 
Jace estime qu'Alec est plus compétent que lui pour diriger l'Institut, et le nomme responsable à sa place. 

### Épisode 14:Les fées
- États-Unis : 26 juin 2017 sur Freeform
- reste du  : 27 juin 2017 sur Netflix

- Lola Flanery : La Reine des fées
- Will Tudor : Sebastian Verlac / Jonathan Morgenstern

Alec, nouveau responsable de l'institut, décide d'organiser une réunion entre espèces du monde Obscur, afin de montrer patte blanche et rétablir une paix durable. Il envoie pendant ce temps Jace et Clary (accompagnée de Simon) en mission auprès de la Reine des Fées, dans son palais. Sur le chemin, Simon écrabouille un petit moucheron et sent une odeur étrange. Jace avertit que tout dans le monde des Fées est fait pour tromper et piéger, même si les Fées ne mentent jamais, elles peuvent déguiser les choses à leur avantage. Arrivés au palais, ils voient une jeune enfant : la Reine. Celle-ci semble s'intéresser à Simon, à qui elle propose en aparté de devenir son allié, son ami, contre la guerre à venir contre les Shadowhunters, qui arrivera tôt ou tard. Simon précise que Clary n'est pas du tout comme elle le pense, et refuse sa proposition. La Reine lui précise être prête à patienter. 
A l'Institut, la réunion tourne autour d'un sujet : Valentin, que tout le monde veut voir mort mais que l'Enclave ne semble pas disposé à exécuter. Luke, qui avait reçu un mystérieux appel masqué lui proposant de l'aider à tuer Valentin, finit par s'absenter pour accepter l'offre. Au moment de tuer Valentin, il est interrompu par Alec et Sebastian, ce dernier semble d'ailleurs familier à Valentin.
Au palais de la Reine, alors que Clary, Simon et Jace s'apprêtaient à partir, des lianes magiques emprisonnent les deux hommes. La Reine précise qu'un de ses sujets (le moucheron) a été tué, elle demande donc justice. D'humeur joueuse, elle consent à les libérer à une condition : Clary doit embrasser "celui que son cœur désire le plus", avant que les lianes de vérité n'arrivent au cou pour étrangler leurs proies. Clary embrasse alors Simon, mais les lianes resserrent leur étreinte. Amusée, la Reine lui annonce que les lianes de vérité ne lâcheront leur emprise que si Clary arrête de se mentir à elle-même, et fait ce que son cœur désire vraiment. Clary comprend alors, et embrasse Jace avec passion. Les lianes se retirent et Simon, le cœur brisé par cette douloureuse vérité, disparaît sans dire un mot, refusant d'adresser la parole à qui que ce soit. 
Alec quant à lui décide de ne pas sanctionner Luke, pour montrer au monde Obscur qu'il souhaite vraiment la paix entre les créatures. 

### Épisode 15:Un problème de mémoire
- États-Unis : 10 juillet 2017 sur Freeform
- reste du  : 11 juillet 2017 sur Netflix

- Will Tudor : Sebastian Verlac / Jonathan Morgenstern

Simon annonce à Clary qu'il la quitte. Faisant face à son cœur brisé, il se laisse aller à mordre une humaine en compagnie d'un autre vampire qui l'y invite, mais l'humaine est retrouvée morte vidée de son sang le lendemain. Tout porte à croire que Simon est le meurtrier mais Luke et Clary n'y croient pas. Pendant ce temps, Alec organise le transfert de Valentin dans les prisons de l'Enclave, à Idriss. Alec remarque que quelque chose ne va pas chez Magnus. Celui-ci finit enfin par lui confier ce que le sortilège que lui a infligé le Démon Supérieur a eu comme dégâts sur lui, le poussant à revivre un meurtre qu'il a commis enfant, sans fin. Magnus pense qu'il est un monstre, mais Alec lui rétorque qu'il a tort et qu'il n'y a rien d'ignoble en lui. 
Simon découvre qu'il n'est pas le meurtrier de l'humaine, il va alors régler ses comptes avec le vampire responsable, et le tue, juste avant que Rafael, Clary et Luke n'interviennent. 
Le prisonnier de Sebastian, qui n'est autre que le véritable Sebastian Verlac, réussit à s'enfuir du placard où il était emprisonné, en apprenant que sa cousine Aline est arrivée à l'Institut pour avoir de ses nouvelles. Le faux Sebastian joue donc le rôle du cousin, pour rassurer Aline. Il arrive à retrouver son prisonnier juste avant que ce dernier n'arrive à voir sa cousine pour l'appeler à l'aide, et l'assassine froidement, assurant la protection de son identité secrète. 
Le transfert de Valentin s'effectue via un portail créé par Magnus, mais un Shadowhunter, dont le faux Sebastian a enlevé la famille, déroute au dernier moment le portail pour aider Valentin à s'enfuir. Valentin et le Shadowhunter atterrissent dans une cave, devant le faux Sebastian qui assassine le Shadowhunter en récompense.

### Épisode 16:Le jour du grand pardon
- États-Unis : 17 juillet 2017 sur Freeform
- reste du  : 18 juillet 2017 sur Netflix

Après la disparition de Valentin, le père d'Alec débarque à l'Institut, lui précisant toutefois qu'Alec n'est pour le moment pas destitué de sa fonction de responsable de l'Institut. L'enquête pour retrouver Valentin démarre : Jace demande à se rendre à Idris, mais sa demande de portail est refusée par l'Enclave. Alors qu'il montre à Clary une carte d'Idris, une rune apparait dans l'esprit de Clary; il s'agit d'une rune activant un portail spécial menant dans le lac d'Idris, appelé le Lac de Lynn. Jace et Clary empruntent alors le portail et atterrissent dans l'eau du lac. 
Pendant ce temps, Simon se rapproche de Maïa, qui l'aide à surmonter sa rupture récente avec Clary.
Jace et Clary sont séparés peu de temps après être sortis du lac. C'est alors que l'ange Ithuriel apparait à Clary, pour lui révéler que "Jonathan est toujours en vie". Mais Clary, qui a bu un peu l'eau du lac en arrivant, est sujette à des hallucinations qui embrouillent son esprit, elle pense alors que l'ange lui parle de Jace, qu'elle a perdu en chemin. 
Isabel est envoyée par Alec pour secourir Jace et Clary. Elle retrouve Jace, puis ils retrouvent Clary, qui ne semble pas les reconnaitre, toujours sous l'emprise de l'eau du lac. Elle brise leur stèle, les empêchant d'activer la rune d'Iratze, pour la guérir. Jace la serre alors contre lui, et son pouvoir spécial s'active à travers ses yeux : il active sa rune d'Iratze à distance, sans stèle, la guérissant. 
Pendant ce temps, Jonathan Morgenstern et Valentin se parlent à cœur ouvert. 
Le père d'Alec avoue un grave secret à Alec : l'Enclave n'a jamais récupéré l'Épée Mortelle, contrairement à ce qu'il prétend, celle-ci ayant disparu après la capture de Valentin (voir épisode 10). L'Enclave ignore où elle se trouve, mais c'est Jonathan Morgenstern qui l'a en sa possession, le pouvoir de vérité de l'Épée lui permettant de découvrir qu'il a toujours été l'enfant préféré de Valentin. 

### Épisode 17:Un sombre reflet
- États-Unis : 24 juillet 2017 sur Freeform
- reste du  : 25 juillet 2017 sur Netflix

Clary se réveille en criant, après avoir fait un étrange rêve où elle était de nouveau prisonnière des eaux du Lac de Lynn, affrontant son reflet. 
Le lendemain, Jace et Clary se demandent s'ils ne peuvent pas traquer Jonathan via une rune, en utilisant les petits objets de bébé que la mère de Clary gardait dans le coffret "JC". Clary ouvre le coffret, mais réalise qu'elle a été devancée : celui-ci est vide.
Les Shadowhunters s'aperçoivent que Max, le petit frère d'Isabel et Alec, les écoute, ils abrègent alors la conversation. Jace explique à Clary la légende des Instruments Mortels : celui qui les réunira pourra invoquer l'ange Raziel, qui accordera alors un souhait. 
Jonathan et Valentin cherchent à réparer l'Épée Mortelle, que Clary a désactivée grâce à une rune. Ils s'adressent alors à Cléophas, la sœur de Luke, qui leur explique qu'il n'est plus possible de l'activer, mais qu'elle reste l'Épée de Vérité. Valentin songe à trouver le Miroir, pour invoquer Raziel et détruire le Monde Obscur par un vœu. Il se rend alors, avec Jonathan, chez un sorcier (un ami de Jocelyn et Clary), pour obtenir sa localisation. Le sorcier refuse de parler, préférant se suicider. 
Clary apprend le décès de son ami par Dot, qui lui apprend être la nouvelle gardienne de l'emplacement du Miroir Mortel.
Jace tente de convaincre Clary qu'elle ne doit rien espérer de Jonathan, mais Clary (en présence de son frère sans le savoir) semble penser l'inverse...
Cléophas tente de s'échapper de l'endroit où Valentin la retient prisonnière, et avertit Luke qu'il possède l'Épée Mortelle. Lui et Magnus réalisent que l'Enclave (et donc Alec) leur a menti, ce que Magnus prend très mal. 
Clary se confie un peu à Jonathan (sous sa fausse apparence) sur son attachement à ce frère qu'elle n'a jamais connu, quand il l'embrasse par surprise. Clary met fin à ce baiser, perturbée, puis s'en va. 
Isabelle en compagnie de Max rend visite à son ami Simon afin de poursuivre son entraînement de shadowhunters dans le monde obscur. Maïa et Simon se rapprochent et envisagent leur 1er rendez-vous ensemble, sur les conseils d'Isabelle.
Luke et Magnus envisagent de s'allier à la Reine des Fées.
Dot, Clary et Jace trouvent la localisation indiquée par Dot, et en récupèrent un miroir de poche miniature, qu'ils pensent être le Miroir Mortel. Soudain, Jonathan (sous sa véritable apparence cette fois pour ne pas être démasqué) surgit pour tenter de voler le Miroir. Dot protège les Shadowhunters en renvoyant Clary, Jace et le Miroir via un portail. 
Une fois à l'Institut, alors que Jace et Clary discutent, elle ouvre le fameux Miroir : elle aperçoit à nouveau une vision d'elle dans le fameux Lac de Lyn, cernée par 2 épées s'approchant d'elle. Elle réalise alors que ce sont des visions (que l'ange lui transmet), dont elle doit découvrir la signification. 

### Épisode 18:Éveillez-vous, levez-vous ou soyez à jamais tombés!
- États-Unis : 31 juillet 2017 sur Freeform
- reste du  : 1er août 2017 sur Netflix

Max démasque Jonathan, qui le blesse gravement. Max est découvert inconscient par Isabel. 
Magnus et Luke se rendent chez la Reine des Fées, mais tout ne se passe pas comme prévu : la Reine souhaite trouver Valentin, et entrer en guerre contre les Shadowhunters. Magnus hésite, la Reine lui donne alors une rose, qui noircira lorsque son temps de réflexion sera écoulé, il devra alors choisir une alliance.
Jonathan, toujours sous l'apparence de Sebastian Verlac, découvre avec soulagement que Max est dans le coma et que seul un sortilège d'un Frère Silencieux pourrait le sauver en remettant une partie de son cerveau à zéro, ce qui effacerait ce que Max a découvert sur Jonathan. 
L'Institut est placé sous quarantaine, pendant que Jace décide d'assurer personnellement la garde du Miroir Mortel, étant le seul Shadowhunter capable de combattre Jonathan à armes égales.
Pendant ce temps, Maïa et Simon continuent leur rapprochement, et assistent à l'attaque de Russell, un loup garou déserteur de la meute de Luke, qui transforme un humain. Luke soumet Russell et sa meute en dominant le loup désobéissant lors d'un duel. L'attaque de Russell rappelle à Maïa son passé avec Jordan, son premier et unique amour, qui était un loup garou, et a mal digéré leur rupture, transformant Maïa en loup à son tour lorsqu'il a appris qu'elle voyait un autre homme. 
Magnus poursuit sa réflexion, se remémorant ses moments intimes avec Alec, ceux où il ouvrait son cœur au Shadowhunter. Alec fait irruption chez lui et lui demande de l'aider à sauver Max. Mais seul Frère Enoch peut aider l'enfant à survivre, Magnus est donc impuissant face à la détresse d'Alec. 
Jace, qui garde le Miroir, reçoit un sms d'Alec lui indiquant que Max est décédé. Pris par l'émotion, il abandonne son poste pour aller les rejoindre, laissant le Miroir vulnérable, gardé par quelques Shadowhunters. La ruse de Jonathan a fonctionné : il tue alors les gardes et s'empare du Miroir.
Il essaie ensuite de sortir, mais l'Institut étant sous quarantaine, il doit passer un test avec Clary, qui sait comment démasquer son frère. Clary réalise alors qui il est vraiment, et les deux s'affrontent. Mais Jonathan, qui aime sa sœur, baisse sa garde, et Clary le blesse grièvement, récupérant le Miroir. Jonathan en profite pour s'enfuir de l'Institut. 
De la même façon qu'elle a désactivé l'Épée Mortelle avec la Rune angélique, Clary décide de désactiver le Miroir. Mais celui-ci, contrairement à l'Épée, tombe en cendres.
Maïa s'ouvre davantage à Simon, ils s'embrassent enfin.
Max reprend conscience, sous les yeux soulagés de la famille Lightwood et de Magnus. Ce dernier termine sa réflexion et prend sa décision. Alors qu'Alec lui présentait ses excuses pour lui avoir menti, Magnus le quitte, préférant protéger son peuple.

### Épisode 19:Honneur et adieu
- États-Unis : 7 août 2017 sur Freeform
- reste du  : 8 août 2017 sur Netflix

- Sarah Hyland : la Reine des fées

Jonathan fulmine : il sait qu'il est démasqué par les Shadowhunters, qui sont en route pour tenter de le mettre hors d'état de nuire. Valentin le canalise et lui apprend quelques leçons pour être un véritable méchant. Lorsque Jace, Clary et Isabel arrivent à son appartement, Jonathan a déjà disparu, laissant la dépouille du véritable Sebastian Verlac derrière lui. De retour à l'Institut, les 3 Shadowhunters confient à l'Inquisitrice que le Miroir Mortel est en réalité le Lac Lynn. L'Inquisitrice annonce qu'elle mettra le Consul Malachi dans la confidence pour permettre sa protection.
Magnus convoque Rafael et Luke pour discuter d'une entrevue entre le Monde Obscur dorénavant représenté par la Reine des Fées, et les Shadowhunters. La Reine des Fées offrira en échange selon Magnus, protection aux autres créatures obscures durant le conflit. 
Durant l'entrevue, la Reine refuse de s'allier avec les Shadowhunters dans leurs recherches, mais après l'entrevue Luke promet à Clary de tout faire pour que ni Valentin ni Jonathan ne puissent quitter la ville.
Magnus, fraîchement séparé d'Alec, part sans un regard.
Rafael avoue à Isabel qu'il aimerait que les choses se passent différemment entre leurs deux mondes, admettant ses sentiments à demi-mot pour la jeune femme. 
Clary découvre que Simon et Maïa sont ensemble, ce qui la rend heureuse pour lui car son meilleur ami lui manque. 
Elle lui demande de tenter de raisonner la Reine des Fées, qui s'intéresse de près au vampire diurne. Lorsque Simon la rencontre, la Reine a même changé d'apparence pour tenter de le charmer, de le séduire à nouveau en le convainquant de rejoindre son alliance, parce qu'elle le veut lui, et que s'il accepte de la rejoindre, elle acceptera toutes ses demandes mais il refuse à nouveau, ce qui irrite sérieusement son Altesse... et elle lui rappelle que ça fait deux fois qu'il lui dit non. Les sorciers piègent tous les Shadowhunters de la ville (sans avertir l'Enclave) dans une barrière, afin d'empêcher Valentin et Jonathan de s'enfuir.
Valentin apprend à Jonathan que sa taupe à Idriss lui a révélé la véritable localisation du Miroir Mortel. 
Clary réalise qu'avec la puissance angélique de Jace couplée à la sienne, elle peut traquer Jonathan. Le processus, très sensuel, leur fait réaliser la puissance toujours grandissante de leur attirance mutuelle l'un envers l'autre...
Apprenant qu'ils sont piégés par la magie et qu'ils sont repérés par Clary, Valentin laisse Jonathan derrière lui, lui promettant qu'il reviendra le chercher, laissant des Damnés sur le passage pour occuper les Shadowhunters.  
Jace, Clary, Alec et Isabel retrouvent l'endroit où se cache Jonathan, ce dernier capture Jace et l'emmène avec lui. Après un combat plutôt égal, il transperce le poumon de Jace, qui s'effondre. Isabel les retrouve et combat Jonathan brièvement mais suffisamment pour faire diversion et permettre à Jace d'enfoncer sa lame dans le cœur de Jonathan (via une parade apprise par Valentin), qui tombe alors du haut du pont et disparait dans les eaux sombres, inerte.
Clary réalise que Jace aurait pu mourir, les deux Shadowhunters laissent enfin parler leurs sentiments en s'embrassant passionnément.
Maïa est capturée par les fées sur ordre de la Reine, bien décidée à faire comprendre à Simon qu'on ne lui dit jamais Non.

### Épisode 20:Près des eaux paisibles
- États-Unis : 14 août 2017 sur Freeform
- reste du  : 15 août 2017 sur Netflix

- Sarah Hyland : la Reine des fées

Jonathan, mourant, utilise son dernier souffle de vie en appelant sa mère, dessinant un pentagramme vers les enfers avec son sang. Mais un Démon puissant surgit alors, se dirigeant vers la ville, pendant que Jonathan meurt. Simon et Luke se rendent chez la Reine des Fées pour retrouver Maïa. Luke laisse Simon discuter en privé avec la Reine, qui admet avoir permis à Valentin de se rendre à Idriss, pendant que Luke part à la recherche de sa Bêta. Clary se sent mal d'avoir perdu son frère, malgré tout ce qu'il leur a fait subir. Les Shadowhunters détectent alors le Démon en ville et partent l'affronter, mais leur attaque ne fait que multiplier le nombre de Démons, qui s'enfuient. Clary dessine le portail vers le Lac, que l'ange lui avait montré précédemment, elle part ensuite à Idriss avec Jace. Mais ils tombent sur le Consul Malachi et une partie de la garde, qui ont rejoint Valentin, pour sauver leur peau. Le Consul les emprisonne. Alec demande l'aide de Magnus pour sceller l'ouverture vers les enfers d'où proviennent les Démons, il accepte. Magnus scelle l'ouverture, ce qui le vide de sa magie temporairement, déclenchant l'inquiétude d'Alec, qui prouve qu'ils sont toujours proches l'un de l'autre. Les Démons quant à eux, disparaissent mystérieusement du paysage...
Simon et Luke retrouvent Maïa, la Reine accepte étrangement de les laisser repartir, sans contrepartie à première vue. 
Alors que le Consul s'apprêtait à exécuter Clary, Jace libère son pouvoir, détruisant ce qui l'enchainait pour sauver Clary, tuant le Consul. 
Mais alors qu'ils atteignent tous deux le Lac, Valentin surgit, poignardant en plein cœur le jeune Shadowhunter, sous les yeux de Clary. Jace s'effondre et glisse à Clary un "je t'aime" avant de rendre un dernier soupir. A l'Institut, son parabataï Alec ressent immédiatement une intense souffrance, sa vie avec Jace défile devant ses yeux, pendant que leur rune Parabataï se dissout progressivement, puis le vide : il comprend alors que Jace est mort. Clary explose en sanglots, et alors que Valentin tente de justifier son acte, elle tente de lui sauter dessus, mais il est supérieur à elle et l'assomme, puis l'enchaine. 
Elle se réveille juste à temps pour voir Valentin accomplir l'acte ultime : il entre dans l'eau du Lac puis y jette les deux autres Instruments Mortels, la Coupe et l'Épée. L'eau se met alors instantanément à bouillonner, invoquant l'Ange Raziel, qui apparait enfin, répondant à l'invocation de Valentin. L'Ange lui demande son vœu, Valentin demande la mort immédiate de toutes les créatures obscures. Raziel précise que ce type de vœu ne pouvant être exaucé que par la contrainte, Valentin doit verser son sang pour que l'Ange obéisse. Mais c'est alors que Clary trouve la stèle de Jace et se libère, sortant Valentin de l'eau et interrompant le processus. Les deux s'affrontent devant l'Ange Raziel, Valentin toujours plus fort que sa fille, s'apprête à la tuer, mais elle ramasse ensuite la lame avec laquelle Valentin a poignardé Jace, et le tue de plusieurs coups, laissant éclater sa rage et sa haine envers lui. Valentin s'écroule, mort. 
Clary pénètre dans l'eau du Lac en versant son sang, ouvrant la connexion avec Raziel, qui semble en savoir beaucoup sur elle (probablement via son confrère Ithuriel, qu'elle a sauvé). Il lui demande alors de choisir un vœu qu'il sera contraint d'exaucer. Un seul vœu, qu'elle doit choisir avec sagesse.
Le choix ne fut pas long : Clary demande à l'Ange de lui ramener Jace. Raziel disparait, et Jace revient à la vie. 
Alec, Isabel et Magnus arrivent enfin, et Alec ne comprend plus rien : Jace est en vie et sa rune Parabataï est revenue. Jace lui ment en lui disant qu'il ignore comment cela s'est produit.
Une grande fête a lieu le soir même pour célébrer la mort de Valentin, entre les Shadowhunters et leurs amis du Monde Obscur. 
Simon se réconcilie définitivement avec Clary, mais écourte un peu brièvement son entrevue avec Maïa quand elle lui demande ce que la Reine a bien pu demander en échange de leur liberté, prétendant être attendu par Rafael. 
Mais Simon se rend en réalité comme promis à la Cour des Fées, rejoignant la Reine et sa cour, ravie d'avoir un nouvel allié en échange qu'elle laisse tranquille Maïa, Luke et le reste de ses amis shadowhunters. 
Jace et Clary discutent, il ne veut pas révéler que Raziel est apparu et l'a ressuscité, Clary, surprise, accepte toutefois de garder le silence. Luke est démasqué par sa collègue humaine, comme loup-garou.
Alec et Magnus s'embrassent, incapables de vivre l'un sans l'autre. 
Jace sort prendre l'air, et s’effondre de douleur, pour une raison inconnue. 
Enfin, à Édom, monde des Enfers, les Démons qui étaient sortis se réunissent pour former un seul être : il s'agit de Lilith, Mère des Démons et celle de Jonathan (elle est en effet celle qui a donné son sang pour faire de lui ce qu'il est). 